# 米团花属
米团花属（学名：Leucosceptrum）是唇形科下的一个属，为灌木或小乔木植物。该属可能仅有米团花（Leucosceptrum canum）一种，分布于不丹、尼泊尔、印度东北部、缅甸北部、老挝、越南及中国云南、四川和西藏东南部。